# Runar Normann
Runar Normann (Harstad, 1º marzo 1978) è un calciatore norvegese, centrocampista del Landsås.